# Club Gel Puigcerdà
El Club Gel Puigcerdà es un club de hockey sobre hielo español, establecido en la localidad de Puigcerdá (Gerona, Cataluña).

## Historia
A finales de 1955 se construyó una pista de 60 por 30 metros en el centro del Lago de Puigcerdá lo cual aprovechó el jugador-entrenador Pedro Dosta, un exjugador del Club Alpino Nuria que se mudó al cercano valle el año anterior. Dosta promovió el hockey en colaboración con los religiosos católicos de la orden de las Escuelas Pías que regentaban el internado de alta montaña establecido en Puigcerdà, y formó un equipo de hockey con los jóvenes estudiantes. El primer partido se disputó el 26 de febrero de 1956, siendo derrotado el equipo local Escuelas Pías frente al vigente campeón de España, el Club Alpino Nuria por el resultado de 2-7. Posteriormente, estos partidos iniciales de hockey hielo se realizaron en el campo del Sadó, junto al estanque, donde también se construyó una piscina y una pista de tenis.
A partir de los festivales de hielo de 1957 y 1958, los clubes de patinaje de la villa, que habían cambiado las ruedas por las cuchillas, se fueron integrando en la A.E.P. (Antiguos Alumnos de la Escuela Pía), dando lugar al actual club, y disputando anualmente el Campeonato de Cataluña hasta el año 1964. La imposibilidad de disponer de hielo estable debida al calentamiento climatológico, dio lugar a que varios jugadores decidieran ir a jugar a la cercana localidad francesa de Font-Romeu, para poder seguir patinando sobre hielo. Sin embargo, a efectos federativos, no pudieron jugar con el recién creado equipo del Union Sportive Font-Romeu. Finalmente encontraron refugio en el CIT (Centro de Iniciativas Turísticas) y el 2 de mayo de 1972 se reconstituía la sección de hockey sobre hielo.
El club de la Baja Cerdaña fue uno de los seis equipos que tomó parte en la primera temporada de la Superliga Española, iniciada en 1972, junto con la sección de hockey hielo de la Real Sociedad, FC Barcelona, CH Madrid, CH Valladolid y CH Jaca. Durante sus primeras temporadas al no tener instalaciones propias, tuvo que actuar como local en el barcelonés Palau de Gel o en la pista de la localidad francesa de Font-Romeu.
Finalmente, en 1983 se inaugura el pabellón de hielo en el Polideportivo Municipal de Puigcerdá, y el club se consolida a partir de entonces como uno de los principales del hockey hielo español, obteniendo varias ligas y copas nacionales y participando habitualmene en competiciones europeas.

## Palmarés
- Superliga Española de Hockey Hielo (7): 1985-86, 1988-89, 2005-2006, 2006-07, 2007-08, 2019-20, 2024-25
- Copa del Rey de Hockey Hielo (14): 1983, 1984, 1986, 1987, 1992, 1999, 2004, 2005, 2007, 2008, 2009, 2010, 2022, 2025